# Miogryllus incertus
Miogryllus incertus är en insektsart som först beskrevs av Giglio-tos 1894.  Miogryllus incertus ingår i släktet Miogryllus och familjen syrsor. Inga underarter finns listade i Catalogue of Life.